# Helena Ruthström
Karin Helena Ruthström (i folkbokföringen Rutström) född i Överluleå 4 november 1956, är en svensk tidigare landslagsspelare i handboll. 

## Klubblagskarriär
Helena Ruthström spelade under sin karriär för Bodens BK utom ett år 1977/1978 då hon spelade för IK Bolton i allsvenskan.

## Landslagskarriär
Landslagskarriären inleddes i ungdomslandslagen där Ruthström spelade 10 landskamper 1973-1976.  Hon gjorde 15 mål i dessa tio matcher. Helena Ruthström spelade sedan 53 landskamper enligt gamla statistiken och 54 enligt den nya statistiken alla inomhus åren 1976 till 1981. Hon gjorde 29 mål enligt den nya statistiken. Av hennes 54 landskamper vanns 16 och hela 33 förlorades  med 5 oavgjorda. Hon debuterade den 12 oktober 1976 mot Polen i Göteborg med en vinst 18-16. Avslutningen var lika bra med en vinst över Danmark 5 december 1981 i B-VM där Sverige blev placerade på sjunde plats och inte tog sig till A-VM.
Gunnar Stockhammar tog ut Helena Ruthström till landslaget trots att hon spelade i Bodens BK i division II Norra (det var näst högsta serien då) . Bara en säsong spelade hon i allsvenska IK Bolton. Tiden i landslaget innebar stenhård träning under uppbyggnadsperioden. Minst 5-6 dagar i veckan. Det var ett måste om man ville nå sina mål och behålla sin landslagsplats, sa Helena Ruthström till Olle Thörnqvist (Handbollens historia i Norrbotten).